# وزارة التربية والتعليم (إسرائيل)

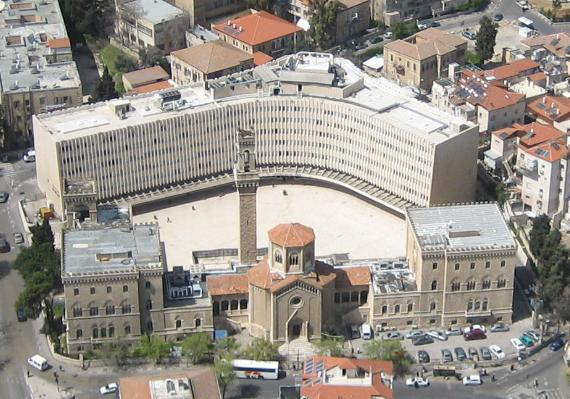
مبنى وزارة التربية والتعليم في القدس.

وزارة التربية والتعليم (بالعبرية: משרד החינוך، "مِسْرادْ هاحينُّوخْ"). هي واحدة من الوزارات الحكومية في إسرائيل، والمسؤولة عن النظام التعليمي في إسرائيل، بما في ذلك رياض الأطفال، والمدارس، والتعليم العالي، والتعليم غير النظامي. وزير التربية والتعليم الحالي هو رافي بيريتس منذ 17 يونيو 2019.
في السابق كانت وزارة التربية والتعليم مسؤولة عن جميع الأنشطة الثقافية الإسرائيلية مثل السينما، والمسرح، والموسيقى، وكذلك الرياضة، والمشاركة في الألعاب الرياضية في إسرائيل. وشملت أيضًا دعم الرياضيين الإسرائيليين، وتنظيم المشاركة الإسرائيلية في الأحداث الرياضية الدولية مثل الألعاب الأولمبية. إلا أنه فيما بعد تم نقل هذه المسؤولية إلى وزارة الثقافة والرياضة.